# Shirley McBay
 Shirley Mathis McBay (* 4. Mai 1935 in Bainbridge, Georgia; † 27. November 2021 in Los Angeles, Kalifornien) war eine US-amerikanische Chemikerin, Mathematikerin und Hochschullehrerin. Sie ist Gründerin und war Präsidentin des QEM-Netzwerks (Quality Education for Minorities), einer gemeinnützigen Organisation, die sich der Verbesserung der Bildung von Minderheiten widmet.

## Leben und Werk
McBay erhielt 1954 einen Bachelor of Arts in Chemie am Paine College mit Summa cum laude. Sie unterrichtete dann Chemie am Spelman College und erwarb 1957 einen Master of Science in Chemie und 1958 einen Master of Science in Mathematik an der Clark Atlanta University. 1964 erhielt sie ein von der IBM Corporation gesponsertes United Negro College Fund Fellowship, das es ihr ermöglichte, an der University of Georgia zu studieren. Sie promovierte 1966 in Mathematik als erste Afroamerikanerin an der University of Georgia bei Thomas Roy Brahana mit der Dissertation: The Homology Theory of Metabelian Lie Algebras.
Sie verbrachte 15 Jahre als Fakultätsmitglied und Administrator am Spelman College.  Sie war bis 1975 Vorsitzende der Abteilung und von 1973 bis 1975 Associate Academic Dean am Spelman College.  Während dieser Zeit erstellte sie Sommerprogramme für Studienanfänger, um das Interesse an naturwissenschaftlichen Hauptfächern zu erhöhen. Dies führte zur Schaffung einer Chemieabteilung und zur Renovierung bestehender wissenschaftlicher Gebäude.
McBay verließ das Spelman College 1975 und nahm 5 Jahre lang eine Stelle bei der National Science Foundation an. Während ihrer Zeit bei der National Science Foundation wurde sie Programmdirektorin der Minderheits Institutionen Wissenschaft Improvement Program.  Von 1980 bis 1990 war sie am MIT Dekanin für studentische Angelegenheiten und während 30 Monaten dieser Zeit war sie Direktorin des QEM-Projekts.  Das QEM-Projekt war der Anstoß für das QEM-Netzwerk, welches sie gründete und dessen Präsidentin sie von 1990 bis 2016 war.
Zu ihren zahlreichen Auszeichnungen gehört der 2009 von der American Chemical Society (ACS) verliehene Preis für die Förderung benachteiligter Studenten. Sie wurde von Mathematically Gifted & Black als Black History Month 2017 Honoree aufgeführt.
McBay starb am 27. November 2021 im Alter von 86 Jahren an den Folgen einer Diabetes-Erkrankung und eines Normaldruckhydrozephalus.